# Новоникольск (Иланский район)
Новонико́льск — деревня в Иланском районе Красноярского края, входит в состав Новопокровского сельсовета.

## География
Деревня находится на расстоянии примерно 16 км (по прямой) к северо-востоку от города Иланский, административного центра района.

### Климат
Климат резко континентальный и характеризуется различиями как между температурами зимы и лета, так и между дневными и ночными температурами. Средняя годовая температура воздуха -0,9 °С. Средняя температура января -19,8 °С. Средняя температура июля +18,4 °С. Продолжительность безморозного периода 95 дней. Зимой характерно влияние антициклона, который обуславливает суровость зимы, а летом – области пониженного давления.

## Население
| 2010 |
| ---- |
| 94   |

### Национальный состав
Согласно результатам переписи 2002 года, в национальной структуре населения русские составляли 98 % из 142 чел.

## Галерея

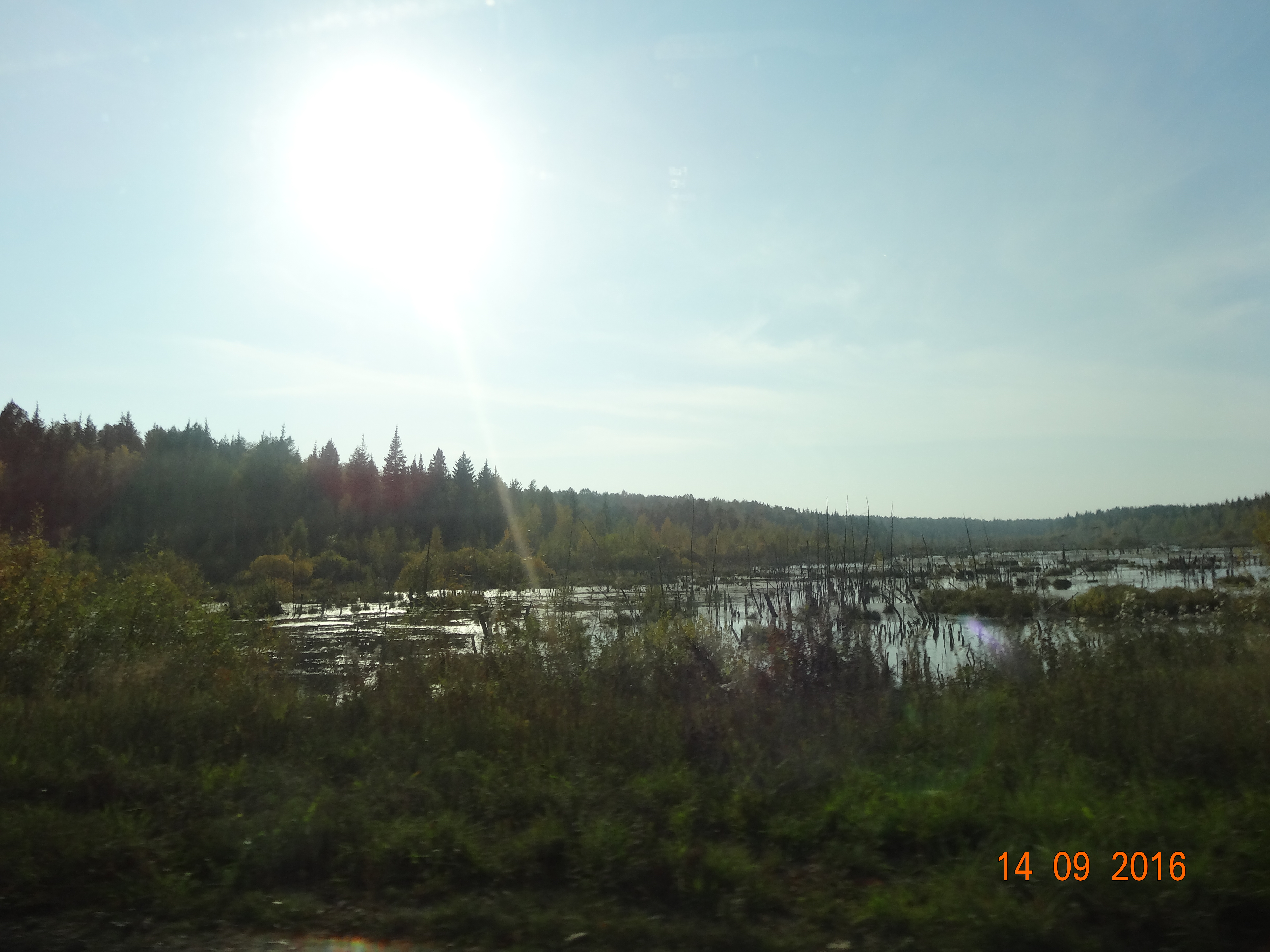
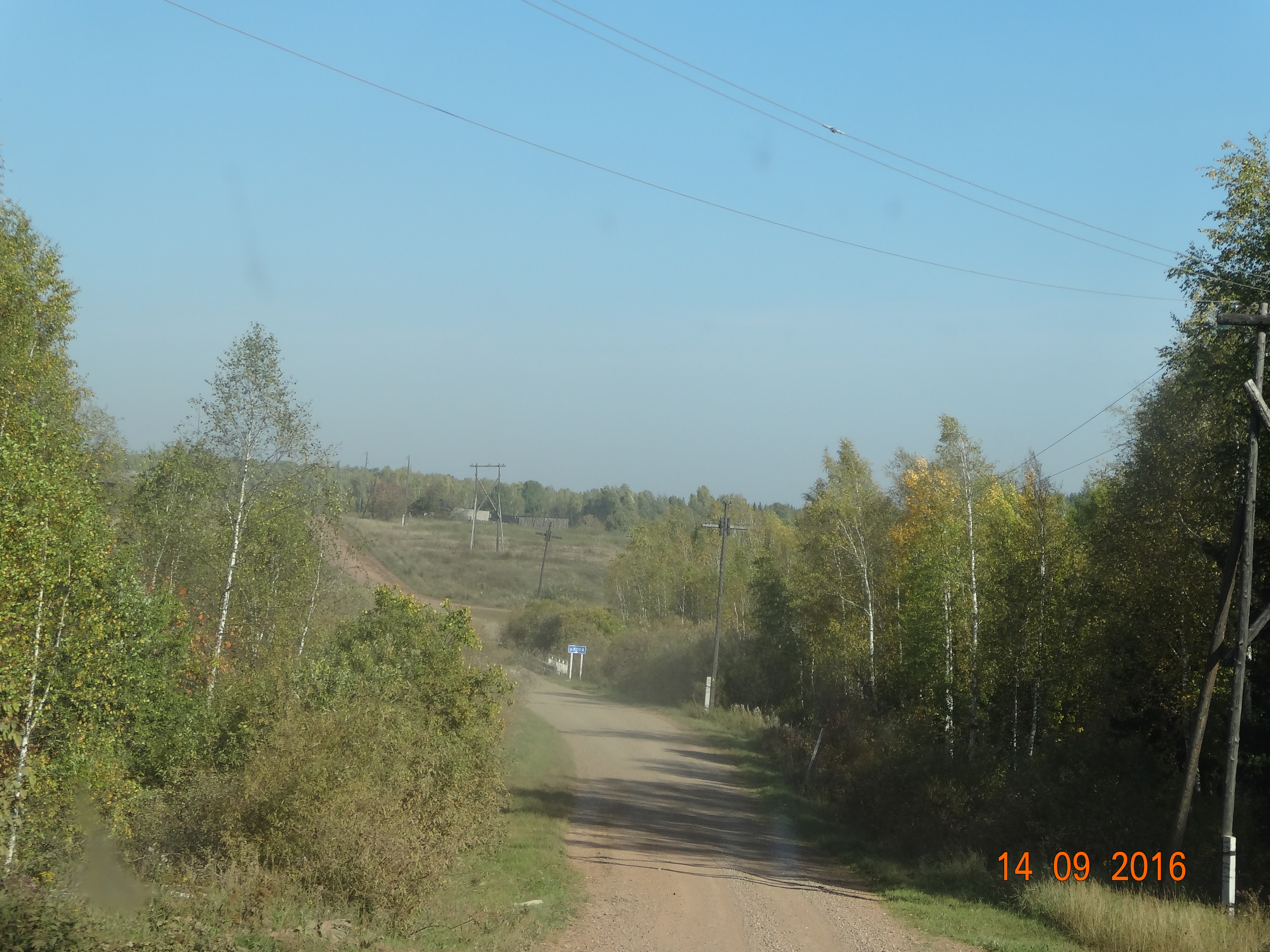
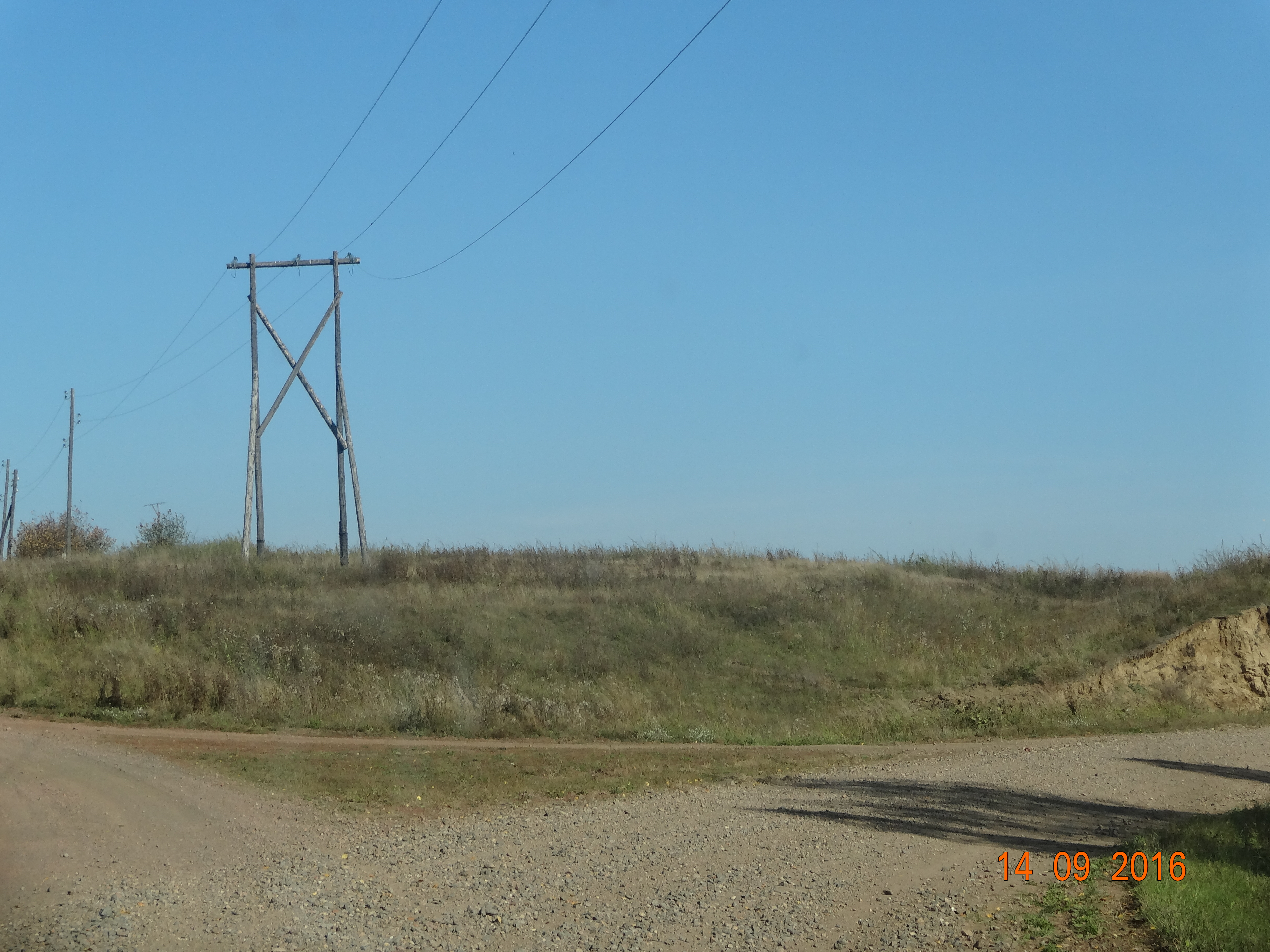
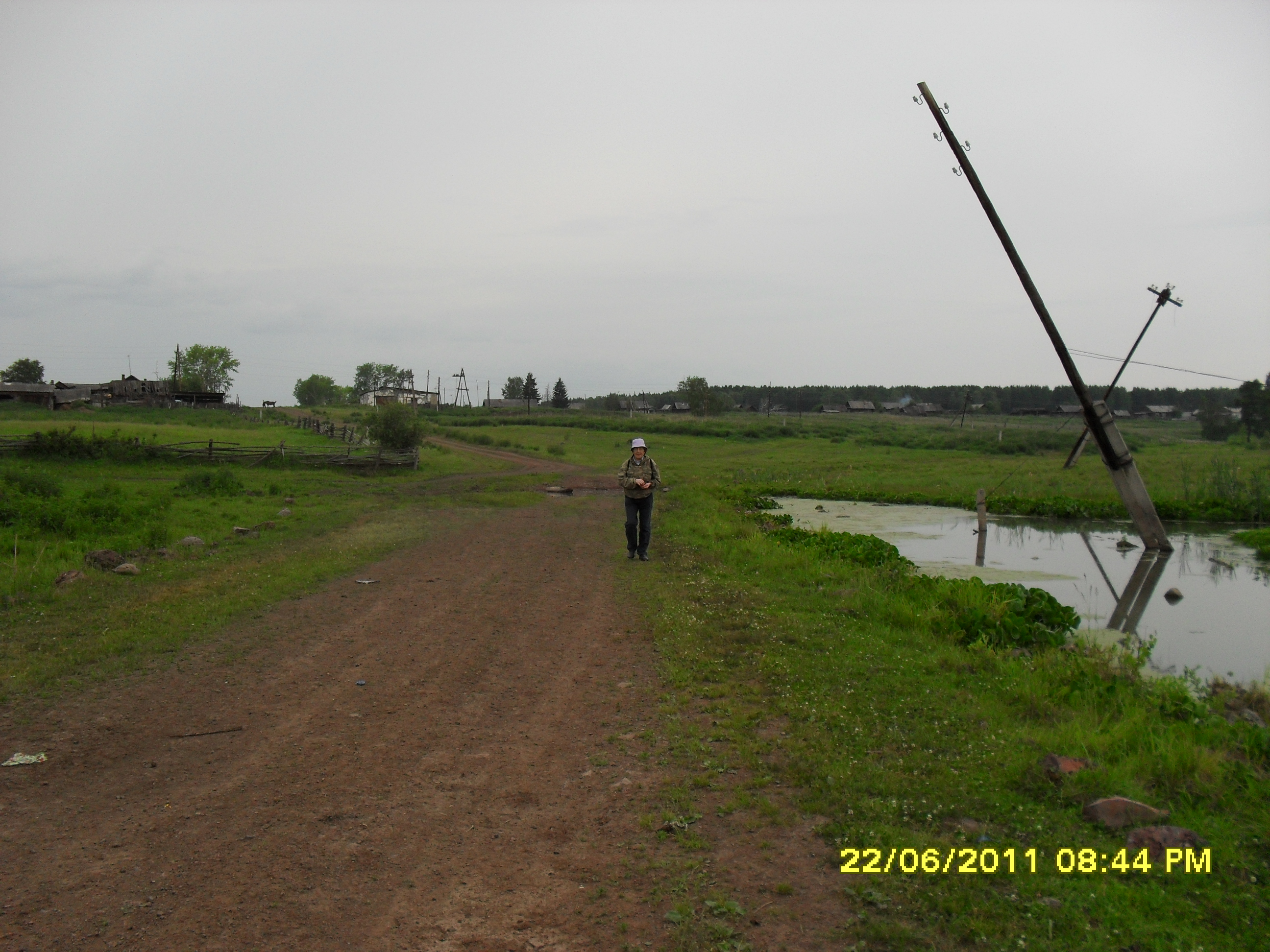
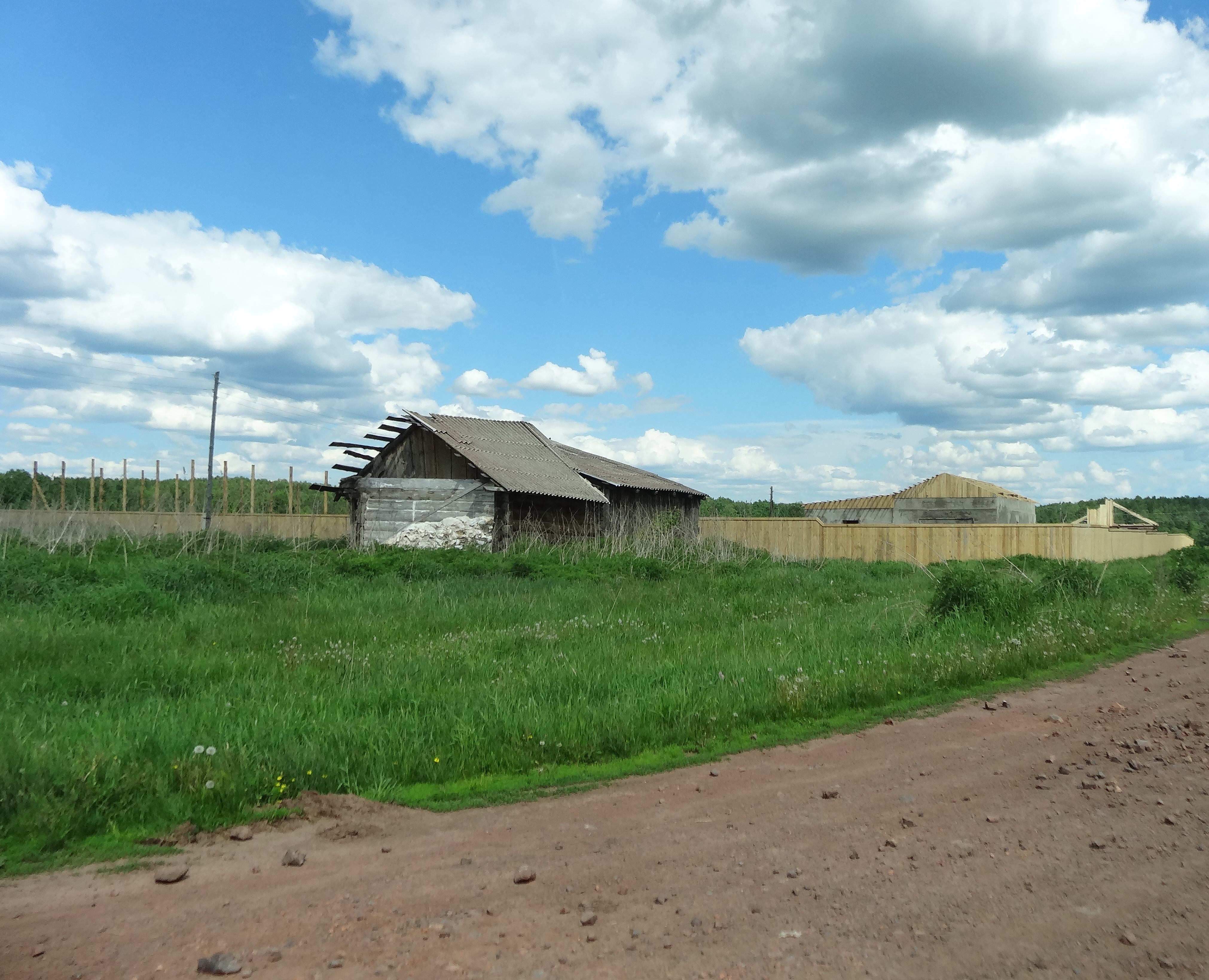
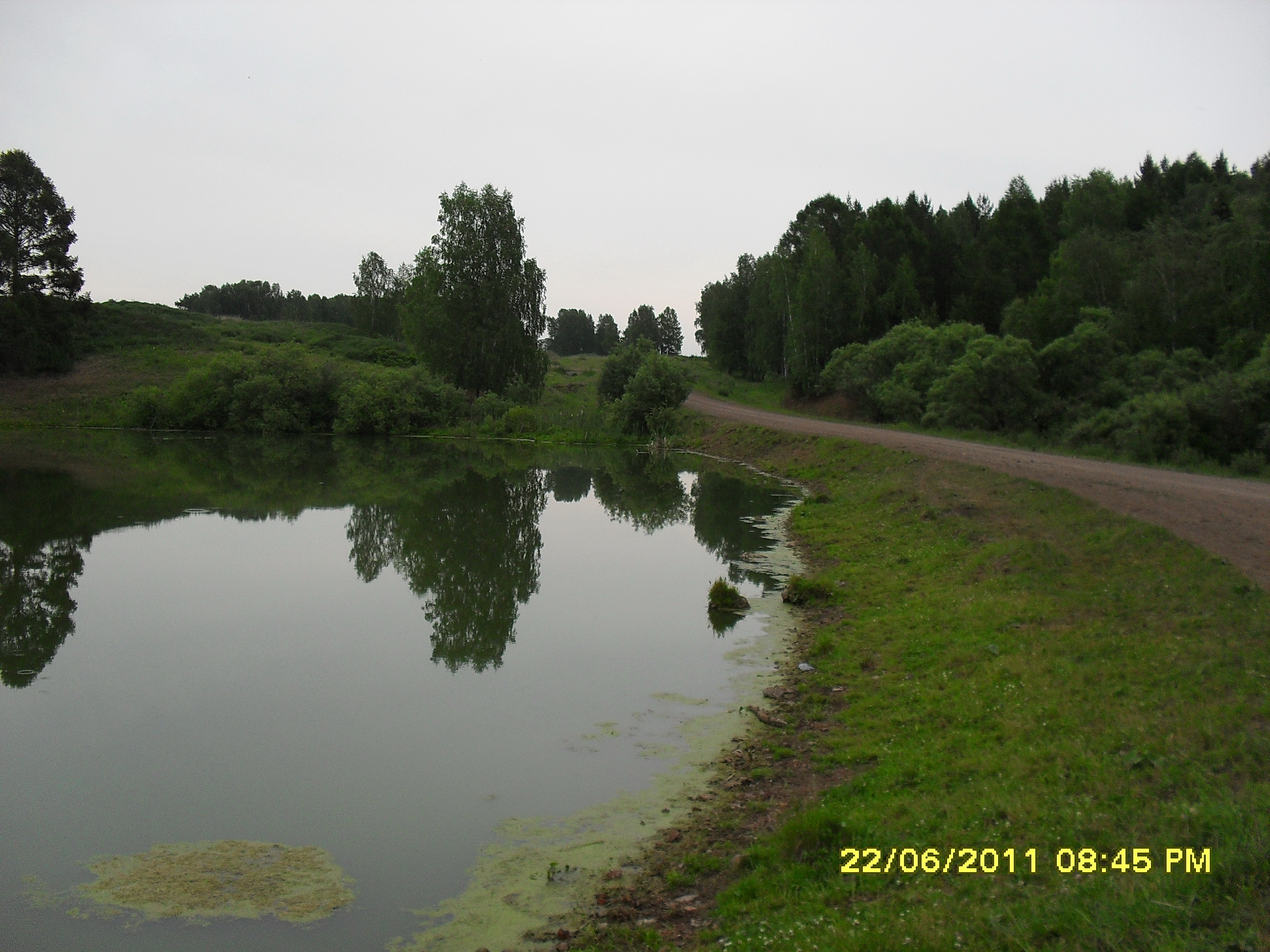
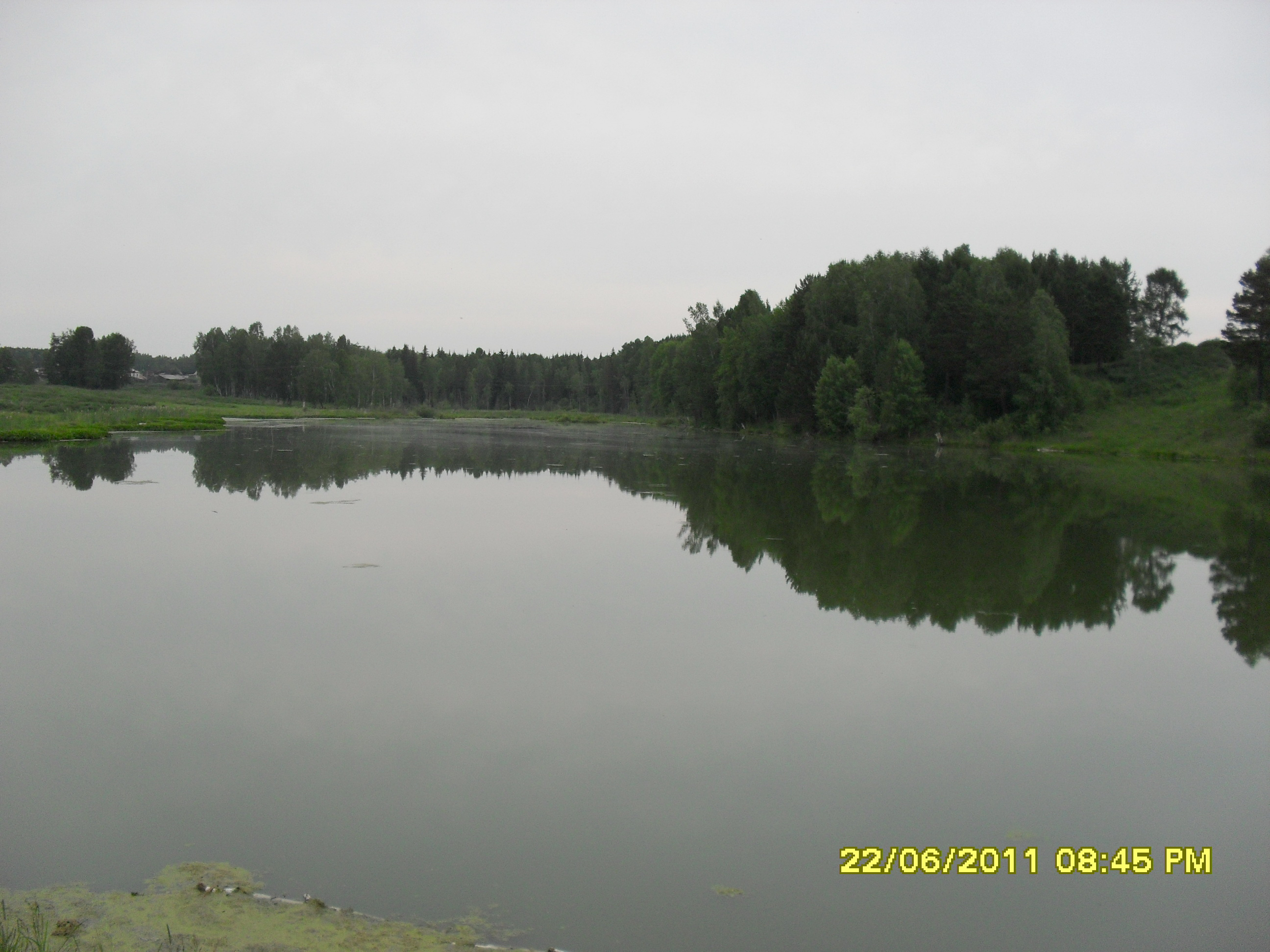